# Sylvicola baechlii
Sylvicola baechlii is een muggensoort uit de familie van de venstermuggen (Anisopodidae). De wetenschappelijke naam van de soort is voor het eerst geldig gepubliceerd in 1997 door Haenni.